# اوتسی مرد یخی
اوتسی (به آلمانی: Ötzi یا Oetzi)، اوتسی مردِ یخی، فریتسِ یخ‌زده، مرد سیمیلائون نام‌های منتسب به کهن‌ترین مومیایی طبیعی به‌جاماندهٔ مردی با قدمت ۵۳۰۰ سال (۳۳۰۰ پیش از میلاد) در اروپا هستند. پیکر یخ‌زده او در ۱۹۹۱ در یخچال طبیعی شنالشتال در کوه‌های آلپ اوتستال در مرز میان اتریش و ایتالیا یافت‌شد. بقایا و وسایل شخصی او در موزه باستان‌شناسی تیرول جنوبی در بولتسانو، ایتالیا نگهداری می‌شود.

## کشف

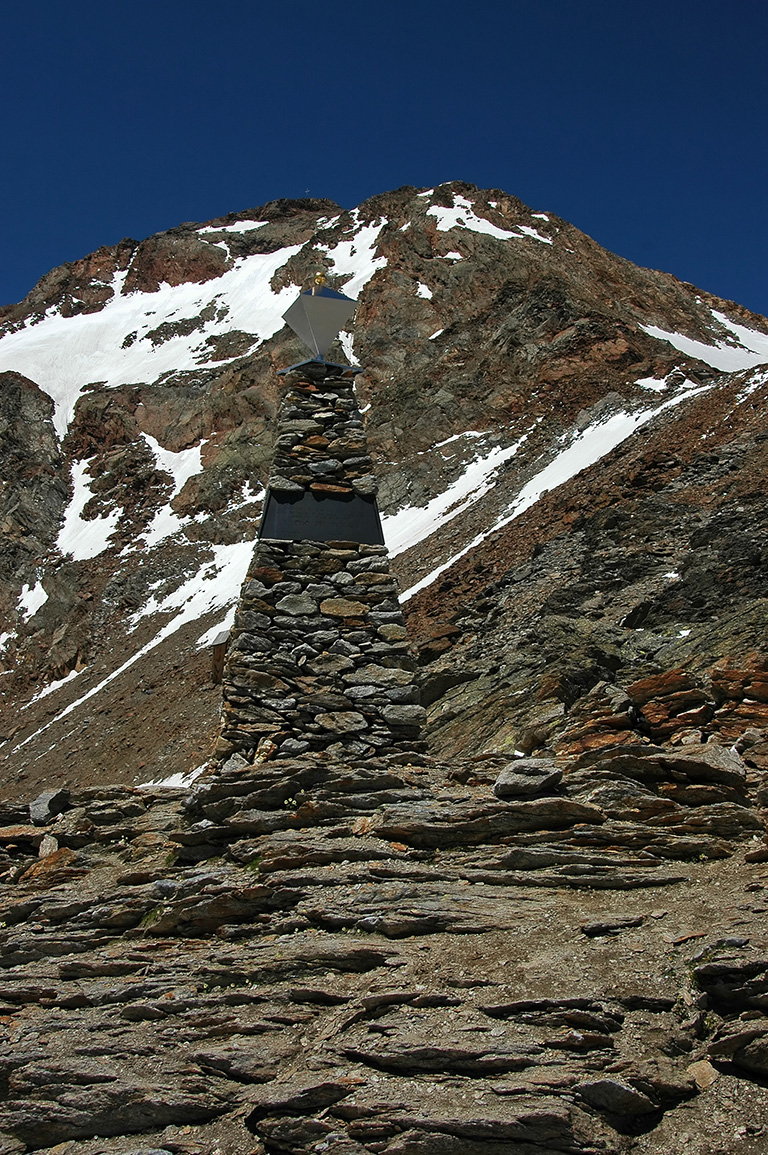
یادمان اوتسی در کوه‌های آلپ اوتسال جایی که یافت‌شد.

اوتسی را دو گردشگر آلمانی از نورنبرگ در ۱۹ سپتامبر ۱۹۹۱ پیدا کردند. پیکر به جلو خوابیده و زیر یخ‌ها پیچیده‌شده او در ابتدا به نظر جسد تازه شخصی مانند خلبان جنگ جهانی آمد.
ژاندارمری اتریش با بی‌ظرافتی با یک مته دستی کوچک - که به سهو کفل اوتسی را هم سوراخ کرده‌بود - و یک تبر یخ‌شکن (که در روش‌های باستانشناسی کاربردی ندارد) او را از یخ‌رود بیرون کشیدند.
جسد را به اینسبروک بردند و در آنجا بود که دیرینگی اوتسی آشکار شد. چون جسد در ۹۲٫۵۶ متری خاک ایتالیا بود، از ۱۹۹۸ تاکنون این پیکر در موزه باستان‌شناسی تیرول جنوبی در بولتسانو ایتالیا به نمایش گذاشته شده است.
بررسی‌های انجام‌شده روی جسد نشان می‌دهد که او از انگل روده‌ای رنج می‌برده است، مشکل کبد داشته است و رنگ چشم‌ها و موهایش تیره بوده است.
او ردایی از جنس سبزه و جلیقه و پای‌افزار چرمی به تن داشت. کفش‌ها ضدآب و پهن بودند و این پهنا برای راه رفتن بر روی برف‌ها مناسب می‌نمود و جنسش نیز به گیاه بود که به شکل حصیر درآورده بود. یک لایه چمنی نرم دور پاها را گرم نگه می‌داشته است.

## تحقیقات

### ژنتیکی
بازماندگانی از نسل مادری اوتسی اکنون دیگر در اروپا یافت نمی‌شود، اما بازماندگان نسل پدری اودر اروپا بسیارند. بازماندگان اوتسی به‌خصوص در مناطقی چون جزایر ساردین و کورسیکا زندگی می‌کنند. منظور از مفهوم خویشاوند رابطه مستقیم نسبی با فرد خاصی است، اما در ارتباط با اوتسی «پس از ۲۰۰ نسل» دیگر نمی‌توان از خویشاوندی مستقیم نامی برد. با این تعریف همه اروپائیان می‌توانند از این جهت خود را خویشاوند اوتسی بنامند که او از نخستین اروپائیان بوده است. پژوهش دانشمندان نشان داده است که شجره حدود یک میلیون نفر شهروند اروپایی به اوتسی می‌رسد. تحقیقات سال ۲۰۲۳ نشان داد که اوتسی از نسل کشاورزان ترکیه امروزی بوده است.
پژوهشگران در سال ۲۰۱۳ به این نتیجه رسیدند که ۱۹ نفر از اهالی منطقه تیرول دارای ژن‌هایی هستند که در زیرگروهِ ژن‌های اوتسی جای دارند. یکی از کسانی که نسب خود را به اوتسی منسوب می‌داند، یک مرد سوئیسی به‌نام سیمون گربر است. سیمون گربر که تحقیق روی ژن‌های خود را انجام داده به این نتیجه رسید که موارد بسیار مشابهی در دی‌ان‌ای خودش و اوتسی موجود است؛ یکی این است که اوتسی ۵۳۰۰ سال پیش همچون خود او به عدم تحمل لاکتوز دچار بود.

### صدا
در سپتامبر ۲۰۱۶ دانشمندان با استفاده از سی‌تی اسکن توانستند با موفقیت صدای اوتسی را بازسازی کنند. آنها با موفقیت توانستند از تارهای صوتی مومیایی، گلو و دهان وی یک مدل دیجیتالی تهیه کنند. با اندازه‌گیری، طول مجرای صوتی و تارهای صوتی این مومیایی، آنها قادر به خلق دوباره نسبی و تقریبی صدای این مومیایی شدند. با تمام این اطلاعات به دست آمده دانشمندان پیش‌بینی می‌کنند که صدای این مومیایی در فرکانسی بین ۱۰۰ هرتز تا ۱۵۰ هرتز بوده که در مقیاس نرمال و طبیعی صدای یک مرد امروزی است.

### وسایل

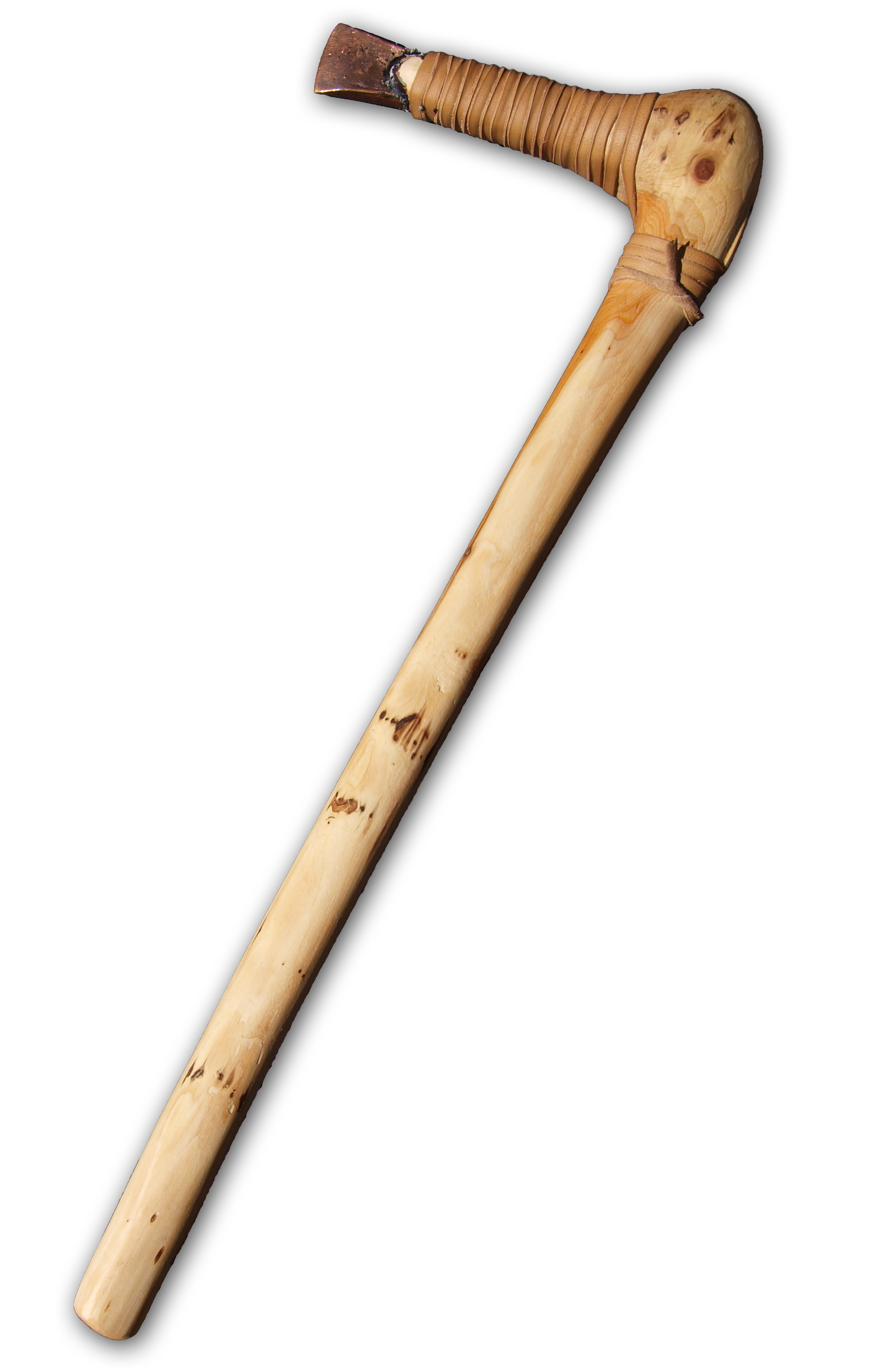
تبر مسی بازسازی‌شدهٔ اوتسی

- از ابزار او تبری مسی با دسته‌ای از سرخدار می‌باشد. همچنین کاردی از جنس سنگ چخماق با دسته‌ای از چوب درخت زبان‌گنجشک نیز به همراه داشته است. همچنین یک ترکش با ۱۴ تیر نوک‌تیز باریک با چوبی از جنس ویبورنوم و زغال اخته و نوک چخماقی و یک کمان ناقص ۱متری از جنس سرخدار از دیگر ابزار اویند. همچنین شماری توت، یک کارد و یک دول هم در کنار او یافت شده‌اند.
- در سال ۲۰۱۲ اعلام شد که کهن‌ترین سلول‌های خونی شناخته‌شده متعلق به اوتسی است.[۶]
- بر بدن اوتسی آثار ۶۱ خالکوبی وجود دارد.[۲]
- پژوهشگران با بررسی محتویان معده اوتسی متوجه شدند که او دو ساعت پیش از مرگ حبوبات و گوشت بز وحشی خورده بوده که آخرین وعده غذاییش بوده است.[۷]
- دانشمندان تعیین کرده‌اند که اوتسی به احتمال زیاد توسط اصابت تیر شلیک شده از یک کمان به قتل رسیده است. همچنین از گرده‌های داخل معده اوتسی می‌توان حدس زد که او در فصل بهار به قتل رسیده است.[۷]
- لباس‌های او از پشم بز و گاو بوده است.